# Forever Amber
Forever Amber és una pel·lícula estatunidenca dirigida per Otto Preminger i estrenada l'any 1947.

## Argument
Ambientada a Anglaterra durant el segle xvii, relata la història d'una dona, Amber St. Clair, que per arribar a ser noble, utilitza els seus encants femenins. Però aquesta ascensió li costarà un alt preu, en perdre al seu veritable amor.

## Repartiment
- Linda Darnell: Amber St. Clair
- Cornel Wilde: Bruce Carlton
- Richard Greene: Lord Harry Almsbury
- George Sanders: Rei Carles II
- Glenn Langan: Cap. Rex Morgan
- Richard Haydn: Earl of Radcliffe
- Jessica Tandy: Nan Britton
- Anne Revere: Mare Red Cap
- John Russell: Black Jack Mallard
- Jane Ball: Corinne Carlton
- Robert Coote: Sir Thomas Dudley
- Leo G. Carroll: Matt Goodgroome
- Natalie Draper: Contessa de Castlemaine
- Margaret Wycherly: Mrs. Spong
- Alma Kruger: Lady Redmond
- Lillian Molieri: Reina Catherine

## Premis i nominacions

### Nominacions
- 1948. Oscar a la millor banda sonora per David Raksin